# Nitra (stacja kolejowa)
Nitra – stacja kolejowa w Nitrze, w kraju nitrzańskim, na Słowacji. Znajduje się na ulicy Staničná, w dzielnicy Stare Mesto. Znajduje się tu dworzec autobusowy i węzeł komunikacji miejskiej. Znajduje się tu 5 peronów.
Historia kolei w Nitrze sięga drugiej połowy XIX wieku. Odcinek linii Ivanka pri Nitre (Nyitraivánka) – Nitra (Nyitra) został otwarty w roku 1876 i połączył Nitrę (Nyitra) z linią Šurany (Nagysurány) – Ivanka pri Nitre (Nyitraivánka) i Palárikovo (Tótmegyer) – Šurany (Nagysurány). Linia kolejowa do Topoľčany (Nagytapolcsány) została otwarta w 1881 roku, a lokalna trasa Nitra – Zbehy (Izbék) – Radošina (Radosna) w 1909 roku.
Główny budynek został zbudowany około 1876, i rozbudowany w 1921 roku. Dzisiejszy wygląd budynku pochodzi z 1925 roku, po elektryfikacji oświetlenia stacji. 
Dziś Nitra nie znajduje się wśród głównych korytarzy kolejowych i ma znaczenie tylko dla regionalnego transportu kolejowego.